# Punkin' Puss och Mushmouse
Punkin' Puss och Mushmouse (ori. Punkin' Puss & Mushmouse) är en serie som består av 60 amerikanska animerade kortfilmer producerade av Hanna Barbera (1964-1967).

## Figurer
- Punkin' Puss
- Mushmouse